# Jensen Plowright
Jensen Plowright (* 15. května 2000) je australský profesionální silniční cyklista jezdící za UCI WorldTeam Alpecin–Deceuninck.

## Hlavní výsledky
2017
Národní šampionát
3. místo silniční závod juniorů
2018
Tour of the King Valley
vítěz 1. etapy (ITT)
Amy's Otway Tour
10. místo celkově
2019
New Zealand Cycle Classic
vítěz 3. etapy
Tour de Tweed
vítěz 4. etapy
Tour of Southland
vítěz 1. etapy
Tour of Tasmania
vítěz 1. etapy
4. místo Omloop Gemeente Melle
5. místo Tour de Brisbane
Tour of Great South Coast
10. místo celkově
2020
New Zealand Cycle Classic
vítěz 3. etapy
National Tour
8. místo celkově
vítěz etap 2 a 8 (TTT)
2021
vítěz Melbourne to Warrnambool Classic
Národní šampionát
4. místo silniční závod do 23 let
À travers les Hauts-de-France
4. místo celkově
Cycle Sunshine Coast
4. místo celkově
8. místo Wal Smith Memorial
2022
vítěz Youngster Coast Challenge
Le Triptyque des Monts et Châteaux
vítěz 2. etapy
Flanders Tomorrow Tour
vítěz 4. etapy
4. místo Dorpenomloop Rucphen
9. místo Grote Prijs Jean-Pierre Monseré
2023
7. místo Omloop van het Houtland

### Kritéria
2019
vítěz St. Kilda Criterium
2. místo Burnie Criterium
4. místo GP Lanssens
Národní šampionát
5. místo kritérium do 23 let
2020
Bay Cycling Classic
4. místo celkově
2022
Bay Cycling Classic
2. místo celkově
2. místo Santos Festival of Cycling Criterium
Národní šampionát
5. místo kritérium do 23 let
2024
Národní šampionát
2. místo kritérium